# John Caird
John Caird, född 22 september 1948 i Edmonton i Alberta i Kanada av engelska föräldrar, är en engelsk teaterregissör och dramatiker.

## Biografi
John Caird är studerade vid Mansfield College vid University of Oxford innan han utbildade sig till skådespelare på elevskolan vid Bristol Old Vic Theatre 1967-1969. Därefter arbetade han som skådespelare vid olika teatrar runt om i England innan han debuterade som regissör på Contact Theatre i Manchester 1973 där han fortsatte regissera till 1975. 1977 kom han som regissör till Royal Shakespeare Company (RSC) där han sedan länge är en av de ledande regissörerna (Honorary Associate Artist). 1980 regisserade han tillsammans med Trevor Nunn den åtta och en halv timma långa teaterföreställningen Nicholas Nickleby efter Charles Dickens roman, dramatiserad av David Edgar. Den producerades av RSC men hade premiär direkt i West End. Uppsättningen som spelades in av BBC och har sänts av SVT blev tongivande för en ny episk teater med litterär förlaga. 1985 regisserade han, återigen tillsammans med Trevor Nunn, musikalen Les Misérables efter romanen Samhällets olycksbarn av Victor Hugo för RSC. Uppsättningen flyttades efter några veckor till Palace Theatre i West End där den gick till 2004 då den gick upp på Queen's Theatre där den fortfarande (2017) spelas och är därmed den musikal som spelats längst i West End. Caird har även själv gjort dramatiseringar för scenen. Musikalen Jane Eyre 1995 efter Charlotte Brontës roman nominerades till Tony Award.
John Caird har gästregisserat flera gånger i Sverige. Första gången var 1984 då han satte upp Som ni vill ha det av William Shakespeare i översättning av Göran O. Eriksson på Stockholms stadsteater med bland andra Stina Ekblad och Mats Bergman. Hon medverkade även tillsammans med Örjan Ramberg och Jonas Karlsson i Shakespeares En midsommarnattsdröm, också i översättning av Göran O. Eriksson, år 2000 på Dramaten. 2002 satte John Caird upp Shakespeares Trettondagsafton på Dramaten, fortfarande med Göran O. Eriksson som översättare och med Stina Ekblad och Örjan Ramberg i rollerna.
Paret Ekblad och Ramberg återkom när han 2007 regisserade August Strindbergs Dödsdansen, båda delarna, på Dramaten. Därefter har John Caird återkommit ytterligare fyra gånger till Dramaten.

## Regi i Sverige
| År   | Produktion                                          | Upphovsmän                                                        | Teater                 |
| ---- | --------------------------------------------------- | ----------------------------------------------------------------- | ---------------------- |
| 1984 | Som ni vill ha det As you Like it                   | William Shakespeare översättning Göran O. Eriksson                | Stockholms stadsteater |
| 2000 | En midsommarnattsdröm A Midsummer Night's Dream     | William Shakespeare översättning Göran O. Eriksson                | Dramaten               |
| 2002 | Trettondagsafton Twelfth Night, or What You Will    | William Shakespeare översättning Göran O. Eriksson                | Dramaten               |
| 2007 | Dödsdansen I & II                                   | August Strindberg                                                 | Dramaten               |
| 2009 | Muntra fruarna i Windsor The Merry Wives of Windsor | William Shakespeare översättning Ulf Peter Hallberg               | Dramaten               |
| 2010 | Stormen The Tempest                                 | William Shakespeare översättning Britt G Hallqvist & Claes Schaar | Dramaten               |
| 2011 | Romeo och Julia The Tragedy of Romeo and Juliet     | William Shakespeare                                               | Dramaten               |
| 2014 | Gertrud                                             | Hjalmar Söderberg                                                 | Dramaten               |